# سامي ونايت
سامي ونايت (بالإنجليزية: Sammy Knight)‏ هو لاعب كرة قدم أمريكية أمريكي، ولد في 10 سبتمبر 1975 في فونتانا في الولايات المتحدة.

## وصلات خارجية
- سامي ونايت على موقع مرجع كرة القدم المحترفة.كوم (الإنجليزية)